# Démon (revue)
Pour les articles homonymes, voir Démon.
Démon, revue petit format publiée dans la collection « Comics Pocket » chez Arédit/Artima (20 numéros) entre avril 1979 et janvier 1983, comporte dans un premier temps des récits fantastiques et d'horreur issus de comics DC : Demon (de Jack Kirby), Unexpected, Tales of the Unexpected, House of Secrets, House of Mystery, Stalker, Starfire, Secret Society of Super-Villains, Strange Adventures, Challengers of the Unknown, New Gods, etc.) .
À partir du numéro 17 (mars 1982), elle présente quelques aventures de Conan le Barbare et de Red Sonja (versions Marvel), qui seront ensuite publiées en couleurs par le même éditeur.
Une seconde série est publiée dans la collection « DC Arédit » toujours chez Arédit/Artima (18 numéros) entre mai 1985 et avril 1988, avec des comics tels que Arak, Arion, Demon, Jemm, Son of Saturn, Warlord, House of Mystery, House of Secrets, etc. 